# Wickr
위커(영어: Wickr)는 미국 샌프란시스코 소재 동명의 위커(Wickr)사에서 2012년 출시한 인스턴트 메신저이다. 사용자 간의 종단간 암호화 및 콘텐트 기간 만료 메시지 기능을 지원한다. iOS, 안드로이드, 맥OS, 마이크로소프트 윈도우, 리눅스 운영체제에서 사용가능하다.
2013년 미국 국가안보국(NSA)의 인터넷 도청·감청 파문 이후 인기를 얻었다. 대화 기록이 남지 않는 특징으로 인해 마약 거래 등에 사용되는 등 대한민국의 사회 문제에 연루되기도 했다.

## 같이 보기
- 인터넷 프라이버시